# Prionus
Genre
Prionus est un genre d'insectes coléoptères de la famille des Cerambycidae.

## Liste des sous-genres
Selon Catalogue of Life (26 août 2014) :
- Prionus arenarius
- Prionus aureopilosus
- Prionus aztecus
- Prionus batesi
- Prionus boppei
- Prionus californicus
- Prionus coriarius
- Prionus corpulentus
- Prionus curticollis
- Prionus debilis
- Prionus delavayi
- Prionus elegans
- Prionus elliotti
- Prionus emarginatus
- Prionus evae
- Prionus fissicornis
- Prionus flohri
- Prionus gahani
- Prionus galantiorum
- Prionus heroicus
- Prionus hintoni
- Prionus howdeni
- Prionus imbricornis
- Prionus insularis
- Prionus integer
- Prionus komiyai
- Prionus kucerai
- Prionus lameerei
- Prionus laminicornis
- Prionus laticollis
- Prionus lecontei
- Prionus linsleyi
- Prionus mexicanus
- Prionus murzini
- Prionus nakamurai
- Prionus ohbayashii
- Prionus palparis
- Prionus plumicornis
- Prionus pocularis
- Prionus potaninei
- Prionus poultoni
- Prionus puae
- Prionus rhodocerus
- Prionus scabripunctatus
- Prionus sejunctus
- Prionus sifanicus
- Prionus simplex
- Prionus siskai
- Prionus spinipennis
- Prionus townsendi
- Prionus unilamellatus

Selon ITIS (26 août 2014) :
- sous-genre Prionus (Antennalia) Casey, 1912
- sous-genre Prionus (Homaesthesis) LeConte, 1873
- sous-genre Prionus (Neopolyarthron) Semenov, 1899
- sous-genre Prionus (Prionus) Geoffroy, 1762

Selon NCBI (26 août 2014) :
- Prionus asiaticus
- Prionus californicus
- Prionus gahani
- Prionus imbricornis
- Prionus insularis
- Prionus laticollis
- Prionus murzini

Selon Paleobiology Database (26 août 2014) :
- Prionus polyphemus
- Prionus rhodanensis
- Prionus sinuatus
- Prionus spectabilis
- Prionus umbrinus